# Operació Berlín
"Operació Berlín" dirigeix aquí. Per a l'intent de rescat durant l'Operació Horta, veure Operació Berlín (rescat d'Arnhem)
L'Operació Berlín va ser l'atac contra les rutes comercials portat a terme pels vaixells alemanys Scharnhorst i Gneisenau entre gener i març de 1941. El comandant en cap de l'operació va ser l'almirall Günther Lütjens, qui posteriorment comandaria la famosa travessia del Bismarck i del Prinz Eugen.
En un inici, ambdós vaixells van avortar l'operació al desembre de 1940, però finalment salparen de Kiel el 22 de gener de 1941. Van ser vistos en route pel Gran Belt i l'Almirallat britànic va ser advertit. L'Almirall Sir John Tovey salpà amb un fort grup (compost per 3 cuirassats, 8 creuers i 11 destructors), amb l'esperança d'interceptar les naus alemanyes entre Islàndia i les illes Fèroe. Però l'Almirall Lutjens dirigí la seva flotilla a través de l'estret de Dinamarca cap a l'Atlàntic, on es posicionaren per interceptar combois entre Canadà i el Regne Unit.
Aconseguiren interceptar el Comboi HX-106, però l'atac s'avortà quan el cuirassat d'escorta HMS Ramillies va ser detectat. Lutjens tenia ordres d'evitar el combat amb les grans naus enemigues i, afortunadament pels alemanys, els britànics no van fer una identificació acurada.
Després de carregar combustible, els alemanys perderen el comboi HX-111, però es trobaren un comboi buit que es dirigia de retorn cap als Estats Units. Després de 12 hores, els alemanys havien enfonsat 5 vaixells, però s'informà de l'atac. Llavors, la flotilla es dirigí cap a les Açores per interceptar els combois en ruta entre l'Àfrica Oriental i el Regne Unit.
De nou s'albirà un comboi, però de nou no va ser atacat deguda la presència del vell cuirassat HMS Malaya, i el Scharnhorst i el Gneisenau es limitaren a dirigir els atacs dels U-boots.

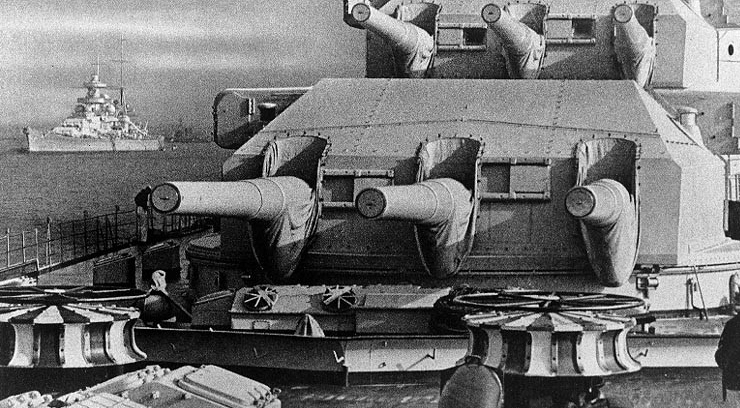
Canons del Gneisenau. En segon terme l'Scharnhorst, fotografiats fondejats a prop d'un port desconegut.

Les dues naus alemanyes, llavors, es dirigiren cap a l'Atlàntic occidental. Dos combois sense escorta van ser atacats, amb 16 vaixells enfonsats o capturats. Un d'ells, el Chilean Reefer, ocasionà problemes, doncs va fer fum, va informar per ràdio de la seva posició acuradament i fins i tot replicà el foc del Gneisenau amb el seu petit canó de coberta. Lutjens no estava segur de les veritables capacitats del Chilean Reefer i, durant l'acció, aparegué el HMS Rodney, possiblement responent a les crides radiofòniques. Els vaixells alemanys es retiraren mentre que el Rodney recollia supervivents.

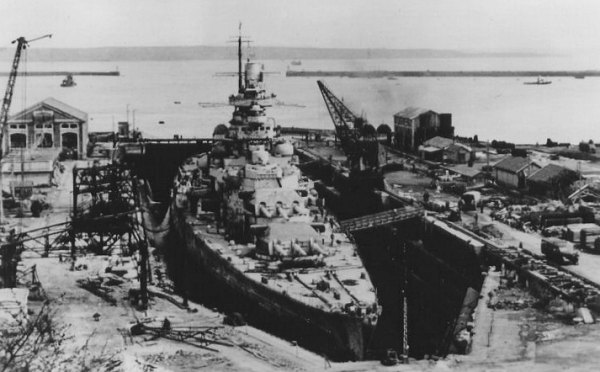
Cuirassat "Gneisenau" al dic sec de Brest el 4 d'abril de 1941 després de l'Operació Berlín

Finalment, els vaixells alemanys reberen ordres de tornar cap a Brest, trobant-se amb la seva escorta naval i aèria el 21 de març i arribant a port l'endemà.
En total, havien navegat unes 18.000 milles en 60 dies i destruït o capturat 22 vaixells. Van rebre subministraments i combustible de l'Uckermark, Ermland, Schlettstadt, Friedrich Breme i Hamburg.